# Shellshock: Nam '67
Shellshock: Nam '67 (SSN67) è uno sparatutto in terza persona per PlayStation 2, Xbox, e Microsoft Windows. È stato pubblicato il 10 settembre 2004 dopo l'iniziale data del 25 giugno, come risposta alla commercializzazione del gioco sulla guerra del Vietnam: Conflict: Vietnam.
Un gioco chiamato Shellshock venne pubblicato per Windows da Eidos Interactive, sviluppato da Core Design, nel 1996. A parte il nome, non ci sono connessioni tra i due giochi.

## Armi

### Americane
- Mitragliatrice M-60
- M16
- M14
- Mitragliatrice m3
- Fucile a pompa Remington 870
- Fucile di precisione M21
- Swedish K
- Pistola 9mm
- Lanciagranate M-79
- Anticarro M72 LAW
- Pistola lanciarazzi Gyrojet
- lanciafiamme M2

### Vietnamiti
- RPD
- AK-47
- Pistola Tokarev TT-30
- MAT-49
- PPŠ-41
- Mauser Karabiner 98k Fucile costruito in Germania, ma usato dall'esercito nordvietnamita
- Machete